# Colpochila sorella
Colpochila sorella är en skalbaggsart som beskrevs av Britton 1986. Colpochila sorella ingår i släktet Colpochila och familjen Melolonthidae. Inga underarter finns listade i Catalogue of Life.